# 青年国際党
青年国際党（せいねんこくさいとう、Youth International Party, YIP）は、アメリカ合衆国の政党。1967年に設立された。その支持者はイッピー (Yippies) と呼ばれた（YIP + Hippies）。
イッピーは形式上会員の階層を持っていなかった。アビー・ホフマン、アニタ・ホフマン、ジェリー・ルービン、ポール・クラスナーらが、イッピーの創立者であった。他の著名な活動家としては、ウィリアム・クンスラー、アレン・ギンズバーグ、スチュアート・アルバート、ディック・グレゴリー、エド・サンダース、フィル・オクス、デービッド・ピールらがいた。
アビー・ホフマンとジェリー・ルービンは、1969年に5か月にわたって行われたシカゴ・セブン裁判によって最も有名なイッピーかつベストセラー作家となった。
『The Youth International Party Line』（YIPL; その後名称は『TAP』（Technological American Party もしくは Technological Assistance Program の略称）に変更された。）は1971年6月にホフマンとアル・ベルによって創刊された初期の「フリーク」（電話改造）雑誌であった。
YIPの関連紙『The Yipster Times』は、1972年にデイナ・ビールによって設立され、ニューヨークで出版された。同紙は1979年に『Overthrow』に名称を変更した。